# Hassan Jallow
Hassan Jallow (Bansang, 14 augustus 1951) is een Gambiaans jurist en politicus. Hij had hij diverse hoge functies in Gambia en was onder meer Minister van Justitie en rechter van het hooggerechtshof van Gambia van 1998 tot 2002. Sinds 2003 is hij hoofdaanklager van het Rwanda-tribunaal en sinds 2012 ook van het Internationale Residumechanisme voor Straftribunalen, dat tot en met 2014 de resterende taken overneemt van het Rwanda-tribunaal en het Joegoslavië-tribunaal.

## Levensloop
Jallow studeerde vanaf 1973 aan de Universiteit van Dar-es-Salaan in Tanzania en slaagde hier in 1976 als Bachelor of Laws. Vervolgens verkreeg hij na een jaar studie aan de Nigeriaanse rechtenschool in Lagos de titel van Barrister-at-Law en na jaar vervolgstudie aan de Universiteit van Londen die van Master of Laws. In Londen specialiseerde hij zich in internationaal publiekrecht.
In 1977 werd hij opgenomen in de balie van zowel Nigeria als Gambia. Hij voerde de verdediging als barrister en solicitor bij het hooggerechtshof van Gambia. Hier klom hij op tot procureur-generaal en was hij van 1984 tot 1994 Minister van Justitie. Na de regeringswisseling in 1994 werkte hij verder als advocaat en juridisch adviseur en van 1998 tot 2002 was hij rechter aan het hooggerechtshof.
In 1998 kreeg hij daarnaast de opdracht van Kofi Annan, de secretaris-generaal van de Verenigde Naties, om het Joegoslavië-tribunaal en het Rwanda-tribunaal te evalueren. Verder was hij adviseur voor de Organisatie van Afrikaanse Eenheid.
Sinds 2003 is hij de hoofdaanklager bij het Rwanda-tribunaal en sinds 2012 ook bij het Internationale Residumechanisme voor Straftribunalen, dat tot en met 2014 de resterende taken overneemt van het Rwanda-tribunaal en het Joegoslavië-tribunaal. Jallow werd uitgeroepen tot commandeur in de Orde van de Republiek van de Gambia.

## Werk (selectie)
- 1978: The Law of Evidence in The Gambia
- 1978: Law, Justice and Governance: Selected Papers